# 纶旨

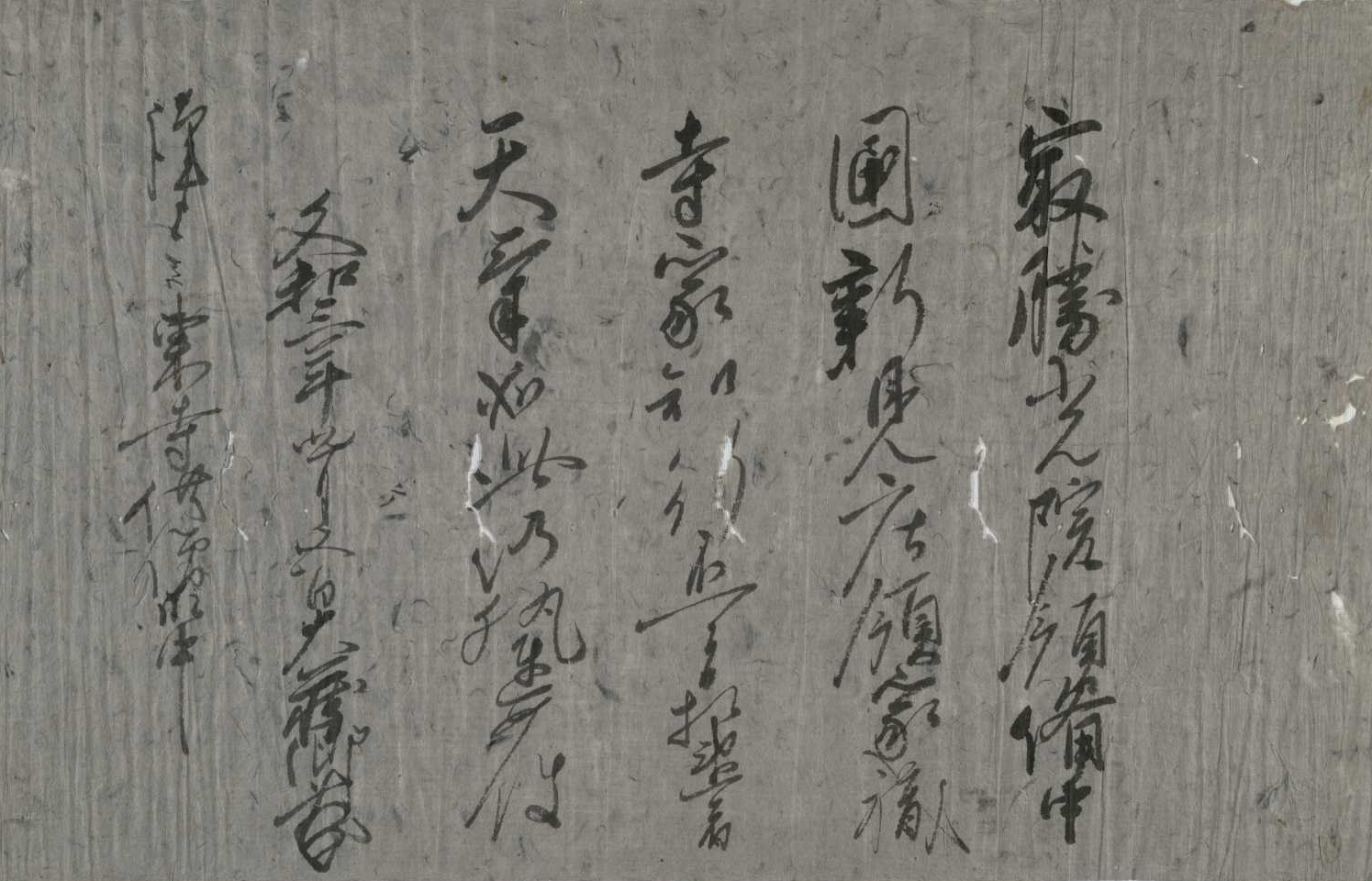
后光严天皇的纶旨

纶旨（日语：／）是指日本古代由藏人所根据天皇的意思发出的命令文书。其本义是“綸言之旨”，最初指的是天皇的意志。然而，在平安时代中期以后，綸旨逐渐演变为一种包含公文元素的奉书，通常是藏人根据天皇的口宣编写并发布。